# Cașin
Cașin est une commune roumaine située dans le județ de Bacău.